# Diaphus similis
Diaphus similis är en fiskart som beskrevs av Wisner, 1974. Diaphus similis ingår i släktet Diaphus och familjen prickfiskar. Inga underarter finns listade i Catalogue of Life.